# Sven Zellner

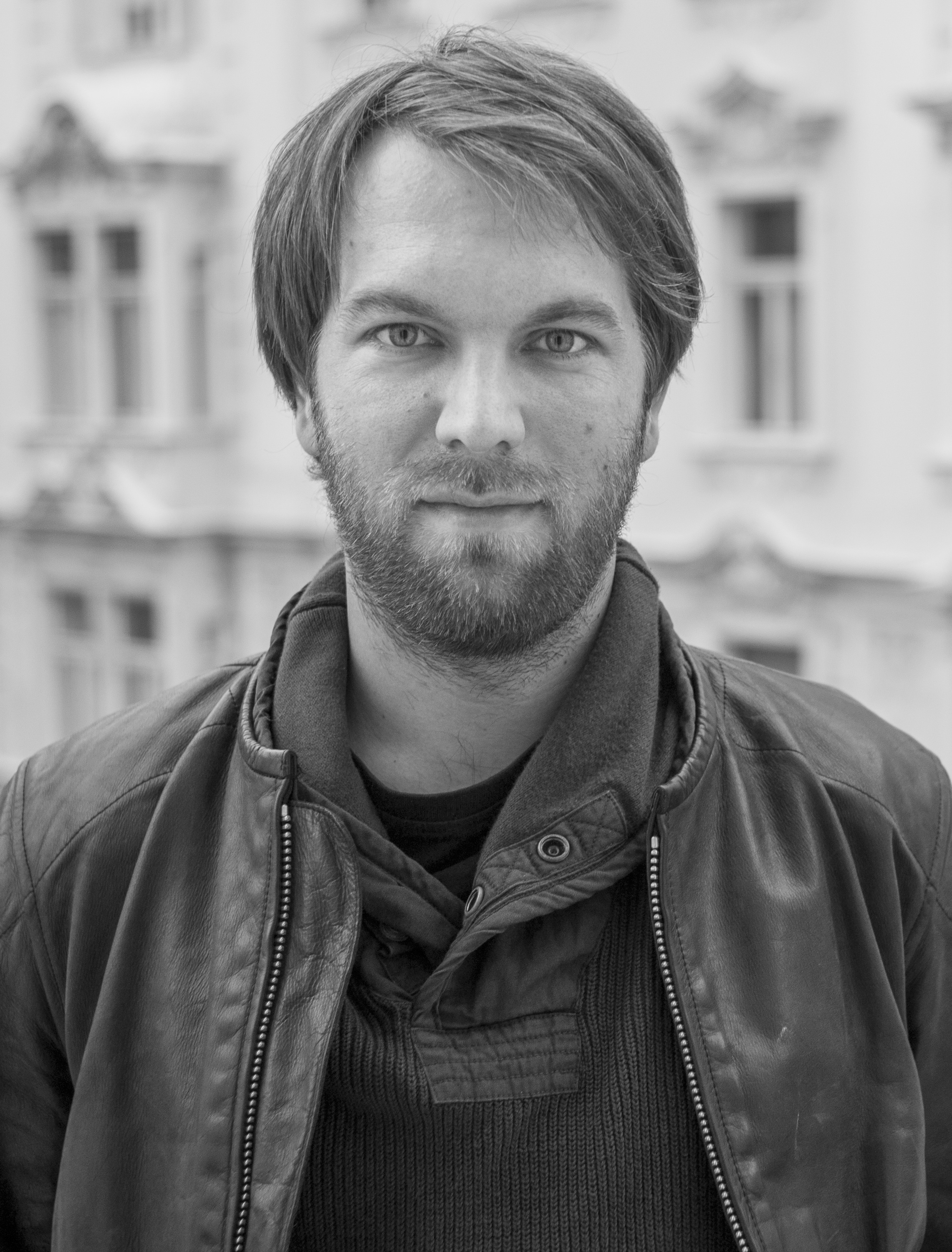
Sven Zellner

Sven Zellner (* 20. Dezember 1977 in Eckernförde) ist ein deutscher Fotograf, Kameramann und Dokumentarfilmer.

## Leben
Zellner studierte von Oktober 2002 bis Februar 2010 Kamera in der Abteilung Kino- und Fernsehfilm an der Hochschule für Fernsehen und Film München. Seit 2009 lehrt er dort als Dozent.

## Filmografie (Auswahl)
- 2003: Für Julian (Kurzfilm)
- 2010: Die Hummel (Kamera)
- 2012: Preis des Goldes (Dokumentarfilm: Regie, Kamera, Schnitt)
- 2015: Schau mich nicht so an (Kamera)
- 2020: Walchensee Forever (Dokumentarfilm: Kamera)
- 2020: Schwarze Milch (Kamera, Produktion)
- 2020: Walchensee Forever
- 2025: Un gran casino

## Auszeichnungen (Auswahl)
- 1995: Zweiter Preis beim „BBC Young Wildlife Photographer of the Year“
- 2000: Zweiter Preis in der Kategorie Landschaft beim „BG Wildlife Photographer of the Year“
- 2009: Dritter Preis für Tsogzol – Goldgräber in der Mongolei (später Preis des Goldes) auf dem Filmfest München beim Dokumentarfilmwettbewerb von Bayerischer Rundfunk und Telepool
- 2012: ARTE-Dokumentarfilmpreis für seinen Film Preis des Goldes
- 2013: Zweiter Preis für Wounded Places auf dem Filmfest München beim Dokumentarfilmwettbewerb von Bayerischer Rundfunk und Global Screen
- 2015: Honorable Mention der Manuel Rivera-Ortiz Foundation for Documentary Photography and Film

## Ausstellungen
- 2012 „NINJAS“ Hochschule für Fernsehen und Film München
- 2013 „NINJAS“ Deutsche Botschaft in Ulaanbaatar
- 2014 „Mongolian Disco“ Leica Fotografie International Galerie, Hamburg
- 2014 „Mongolian Disco“, Radialsystem V (Crossing Identities – Beginners, Experts, Hybrids Urban Nomads // Mongol Citizens // Festival Berlin 2014)
- 2015 „Mongolian Disco“, German House, UN Plaza, New York (DAAD-Ausstellung: WESTALGIA: NOSTALGIA FOR THE WEST)

## Veröffentlichungen
- Süddeutsche Zeitung Nr. 133 „Es darf wehtun“ Samstag/Sonntag 11./12. Juni 2016
- GEO „Zukunft auf Eis“ Februar 2016
- Delayed Gratification „slowing pains“ Januar 2016
- Das Magazin „Mongole mit Kohle“ No 10 (8.3. – 14.3.2014) (wöchentliche Beilage von Tagesanzeiger, Basler Zeitung, Berner Zeitung und der Bund).
- GEO International „Ulan-Bator“ Mai 2014
- Leica Fotografie International „Mongolen Disko“ Februar 2014
- Terra Mater „Goldrausch im Wilden Osten“ Dezember 2012
- VIEW „Knallharte Träumer“ April 2014
- Nikon Pro „Risking life and limb“ April 2015